# Imi Lichtenfeld
Imi Lichtenfeld (właściwe Imrich Lichtenfeld), hebr. Imi Sde-Or (ur. 26 maja 1910 w Budapeszcie, zm. 9 stycznia 1998), twórca izraelskiego systemu walki Krav maga.

## Życiorys
Dzieciństwo i młodość spędził w Bratysławie, gdzie jego ojciec Emanuel był czołowym detektywem czechosłowackiej policji, a także instruktorem samoobrony. W założonym przez ojca klubie „Herkules” uprawiał zapasy, boks oraz sztuki samoobrony. W 1928 zdobył mistrzostwo Słowacji w zapasach, rok później także w boksie i gimnastyce; uchodził za czołowego zapaśnika na świecie.
W latach 30. w obliczu terroru faszystowskiego zorganizował grupę samoobrony dla ochrony dzielnicy żydowskiej. Zauważył niską skuteczność walk – wielokrotnie Żydzi mieli za przeciwników grupy liczniejsze, stosujące noże, pałki, kastety, łańcuchy. Wnioski Lichtenfelda z tego okresu stanowiły podstawę systemu Krav Maga – także dla potrzeb swojej grupy samoobrony dołączył umiejętność walki kijem i nożem oraz innymi podręcznymi przedmiotami.
W 1940 w obawie przed aresztowaniem opuścił Europę na statku rzecznym „Penczo”, docierając po wielu przejściach (m.in. zatopienie łodzi) do Palestyny. Został szefem wyszkolenia organizacji samoobrony żydowskiej Hagana, szkolił uczestników, a także sam brał udział w akcjach grup specjalnych Palmach. Po utworzeniu państwa Izrael (1948) Lichtenfeld został szefem wyszkolenia fizycznego i walki wręcz Izraelskich Sił Obrony (powstałych z przekształcenia Hagany) i pracował nad udoskonalaniem systemu walki krav maga. W 1968 przeszedł w stan spoczynku.